# Guide to Iceland
Guide to Iceland est un site Web dédié aux voyages en Islande et une plateforme de réservation en ligne, fondé en 2012.

## Histoire
Guide to Iceland a été fondée en 2012. Les fondateurs ont souhaité créer un espace de vente en ligne pour tous les acteurs du tourisme en Islande. Le site internet se veut être une ressource pour tous les voyageurs venant en Islande en leur permettant à la fois de réserver des prestations de voyage directement auprès des acteurs du tourisme local, mais aussi en leur fournissant des ressources et informations générales sur le pays. Le site Web a été rendu public en janvier 2013 et la plateforme en ligne a été officiellement lancée en 2014
Le chiffre d'affaires total de la société en 2015 s'est élevé à 1,1 milliard de couronnes islandaises. En 2016, plus de 500 entreprises utilisaient la plateforme. 
En janvier 2017, la municipalité de Reykjavik a choisi Guide to Iceland comme partenaire officiel de la ville. 

## Services
Guide to Iceland est une plateforme de réservation en ligne pour les acteurs du tourisme en Islande. Le site internet agrège les avis de voyageur et permet ainsi à ceux-ci de comparer les offres disponibles,. La plateforme est disponible en neuf langues et contient également de nombreux articles relatifs au voyage en Islande, ainsi que sur la nature et la culture du pays

## Récompenses
Pour sa croissance rapide, Guide to Iceland s'est classée troisième lors du Technology Fast 500 Europe, Middle East & Africa organisé par le cabinet Deloitte en 2017. La même année, l'entreprise a remporté la première place lors de l'événement Icelandic Technology Fast 50 du même cabinet d'audit. 
La société a été désignée comme entreprise à la croissance la plus rapide en Islande aux Nordic Startup Awards 2016,. 